# كو مين-سونغ
كو مين-سونغ (هانغل: 고민성) هو لاعب كرة قدم كوري جنوبي في مركز الوسط، ولد في 20 نوفمبر 1995 في كوريا الجنوبية. لعب مع سوون سامسونغ بلووينغز.

## وصلات خارجية
- كو مين-سونغ على موقع دوري كوريا الجنوبية (الإنجليزية)
- كو مين-سونغ على موقع قاعدة بيانات كرة القدم.إي يو (الإنجليزية)
- كو مين-سونغ على موقع Soccerway.com (الإنجليزية)